# 3719 Karamzin
3719 Karamzin è un asteroide della fascia principale. Scoperto nel 1976, presenta un'orbita caratterizzata da un semiasse maggiore pari a 2,4047046 UA e da un'eccentricità di 0,2081984, inclinata di 2,77697° rispetto all'eclittica.